# Totokia
La Totokia est une massue de guerre d'origine fidjienne. Elle est également connue sous le nom de massue ananas en raison de la ressemblance de sa tête avec ce fruit — bien  que le pandanus en soit probablement le véritable modèle.
Elle est l'une des variétés des nombreux casse-têtes et massues utilisés par les peuples mélanésiens et polynésiens.

## Description et usage
Taillée dans un bois dur, cette arme contondante consiste en un bâton légèrement recourbé et terminé par une pointe (la kedi-toki, de kedi percer et i-toki, le bec d'oiseau) qu'entoure un poids hérissé.
La totokia pouvait être aussi bien utilisée comme arme de mêlée que pour achever les adversaires en leur perçant le crâne.

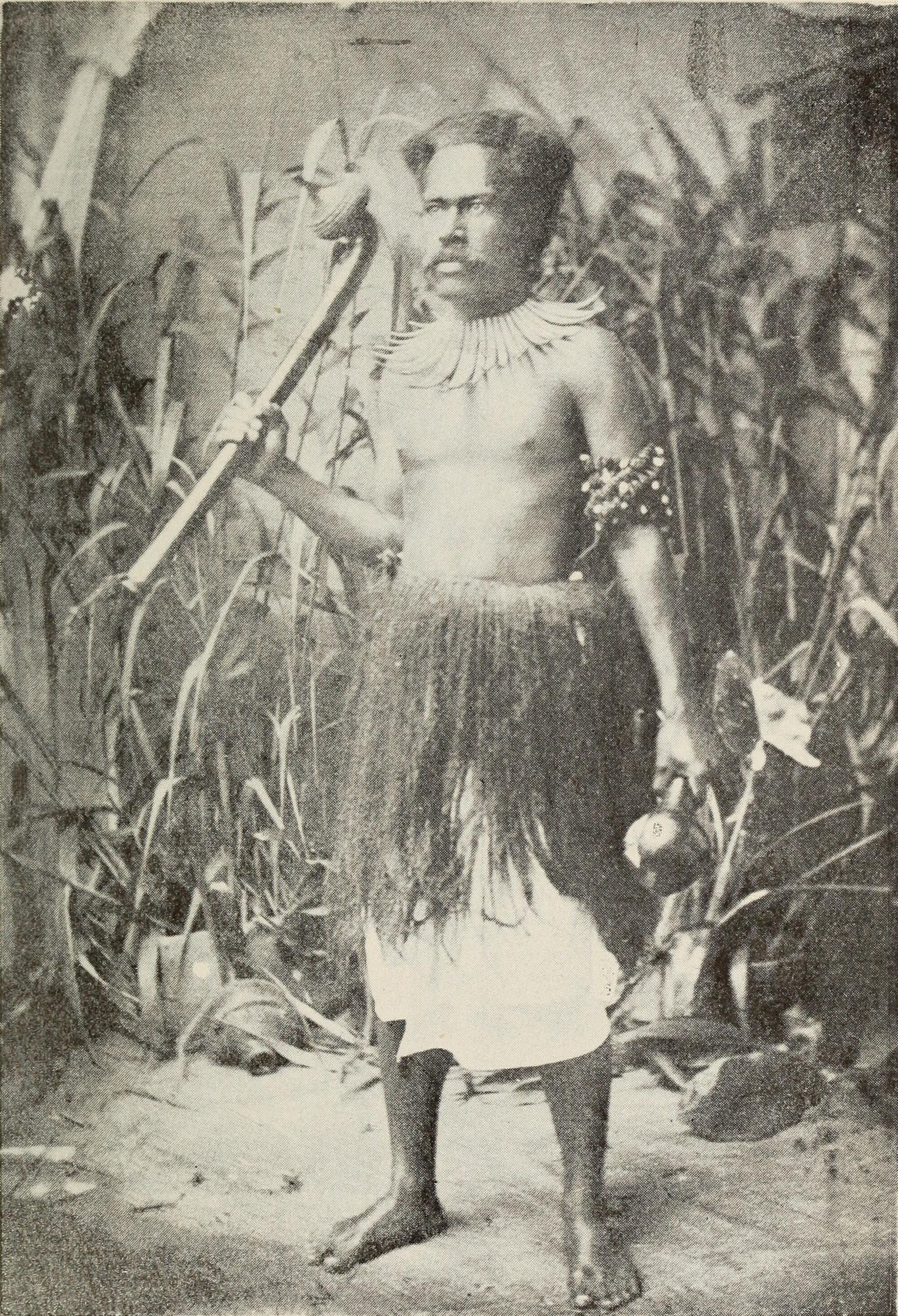
Guerrier portant un totokia

## Dans la culture populaire
La forme de la totokia a inspiré le bâton gaffi ou gaderffi des Tuskens dans l'univers Star Wars.

## Articles annexes
- Ula (arme)
- Gata
- Sali
- Culacula
- Bulibuli